# César López (músico)
César «Vampiro» López (Guadalajara, 19 de marzo de 1968) es un guitarrista de rock mexicano. Ha pertenecido a bandas como Maná, Azul Violeta y Jaguares.
Fue miembro de Maná entre 1991 y 1994. Con Maná, grabó el álbum «¿Dónde Jugarán Los Niños?» (1992). Muchas personas conocen su seudónimo de la canción «Me vale» que comienza con la frase «Échale Vampiro». Posteriormente dejó Maná y comenzó a tocar en Azul Violeta, con canciones como Solo por hoy y Tu luz entre otras.
López inició a tocar con Jaguares en 1998 y puede escucharse en los álbumes Bajo el azul de tu misterio (1999), Cuando la sangre galopa (2001), El primer instinto (2002), Crónicas de un laberinto (2005) y 45 (2008). Por 45, el grupo ganó un premio Grammy en «Mejor álbum latino alternativo/rock» y dos Grammy Latinos: «Mejor álbum rock» (por 45) y «Mejor canción de rock» (por Entre tus Jardines). Tras el reencuentro de Caifanes en 2010 y ante el deseo de Saúl Hernández de proseguir con su carrera solista, Jaguares entra en receso. También estuvo en la banda de Gerardo Enciso y Rostros Ocultos. 
López ha participado en varios proyectos musicales, grabando y tocando en conciertos como invitado. Ha participado con Los Concorde y en el album Canciones para la luna de Belanova.
López es vegetariano y ha aparecido en campañas para PETA.
En 2014 se sumó al proyecto rock de Cristian Castro (La Esfinge). En el mismo año da seguimiento a su proyecto Dopamina junto a Victor Monroy (líder, guitarrista y vocalista de Pastilla); para 2015, el proyecto decide cambiar de nombre a Monoplasma. En agosto de 2015, se publica el primer álbum del dúo S.O.S, con sonidos de pop-rock indie. En 2017, se cambia el cantante de Monoplasma tras la salida de Monroy y el cantante español Hector Geronimo de Moebio se incorpora al projecto. Su primer álbum llamado "1", fue grabado en Los Ángeles bajo la dirección de Rafa Sardina  y masterizado por Alfonso Rodenas.

## Discografía

### Con Maná
- ¿Dónde jugarán los niños? (1992)

### Con Azul Violeta
- América (1994)
- Globoscopio (1996)

### Con Jaguares
- Bajo el azul de tu misterio (1999)
- Cuando la sangre galopa (2001)
- El primer instinto (2002)
- Crónicas de un laberinto (2005)
- 45 (2008)

### Con Los Concorde
- Región 4 (2008)

### Con La Esfinge
- El cantar de la muerte (2014)

### Con Monoplasma
- S.O.S (2015)
- 1 (2017)

### Colaboraciones
- Canciones para la Luna - Sinfónico en Vivo - de Belanova (2013)
- Lo mejor del rock en Español, concierto en vivo. LMRE 2018.